# Neuseeländische Frauen-Cricket-Nationalmannschaft in Irland in der Saison 2018
Die Tour der neuseeländischen Cricket-Nationalmannschaft nach Irland in der Saison 2018 fand vom 6. bis zum 13. Juni 2018 statt. Die internationale Cricket-Tour war Bestandteil der Internationalen Cricket-Saison 2018 und umfasste drei WODIs und ein WTwenty20. Neuseeland gewann die WODI-Serie 3–0 und die WTwenty20-Serie 1–0.

## Vorgeschichte
Für beide Mannschaften war es die erste Tour der Saison. Das letzte Aufeinandertreffen der beiden Mannschaften bei einer Tour fand in der Saison 2010 in Irland statt.

## Stadien
Die folgenden Stadien wurden für die Tour als Austragungsort vorgesehen.
| Stadion                      | Stadt  | Kapazität | Spiele           |
| ---------------------------- | ------ | --------- | ---------------- |
| Clontarf Cricket Club Ground | Dublin | 3.200     | 3. WODI          |
| The Hills Cricket Club       | Dublin |           | 2. WT20          |
| YMCA Cricket Club Ground     | Dublin | 2.000     | 1. WODI; 1. WT20 |

## Kaderlisten
Neuseeland benannte seinen Kader am 26. April 2018.
| WODI | WODI | WTwenty20 | WTwenty20 |
| Irland | Neuseeland | Irland | Neuseeland |
| --- | --- | --- | --- |
| - Laura Delany (K) - Rachel Delaney - Kim Garth - Jennifer Gray - Cecelia Joyce - Isobel Joyce - Shauna Kavanagh - Amy Kenealy - Gaby Lewis - Louise Little - Lara Maritz - Cara Murray - Una Raymond-Hoey - Mary Waldron (wk) | - Suzie Bates (K) - Bernadine Bezuidenhout (wk) - Sophie Devine - Kate Ebrahim - Maddy Green - Holly Huddleston - Hayley Jensen - Leigh Kasperek - Amelia Kerr - Katey Martin - Anna Peterson - Hannah Rowe - Amy Satterthwaite - Lea Tahuhu - Jess Watkin | - Laura Delany (K) - Rachel Delaney - Kim Garth - Cecelia Joyce - Isobel Joyce - Shauna Kavanagh - Amy Kenealy - Gaby Lewis - Lara Maritz - Cara Murray - Clare Shillington - Mary Waldron (wk) | - Suzie Bates (K) - Bernadine Bezuidenhout (wk) - Sophie Devine - Kate Ebrahim - Maddy Green - Holly Huddleston - Hayley Jensen - Leigh Kasperek - Amelia Kerr - Katey Martin - Anna Peterson - Hannah Rowe - Amy Satterthwaite - Lea Tahuhu - Jess Watkin |

## Women’s Twenty20 International in Dublin
| 6. Juni Scorecard | Dublin (YMCA) | Irland 136-8 (20)                 | – | Neuseeland 142-0 (11) |
|                   |               | Neuseeland gewinnt mit 10 Wickets |   |                       |

Irland gewann den Münzwurf und entschied sich als Schlagmannschaft zu beginnen.

## Women’s One-Day Internationals

### Erstes WODI in Dublin
| 8. Juni Scorecard | Dublin (YMCA) | Neuseeland 491-4 (50)           | – | Irland 144 (35.3) |
|                   |               | Neuseeland gewinnt mit 347 Runs |   |                   |

Neuseeland gewann den Münzwurf und entschied sich als Schlagmannschaft zu beginnen.

### Zweites WODI in Dublin
| 10. Juni Scorecard | Dublin (Hills) | Neuseeland 418 (49.5)           | – | Irland 112 (35.3) |
|                    |                | Neuseeland gewinnt mit 306 Runs |   |                   |

Neuseeland gewann den Münzwurf und entschied sich als Schlagmannschaft zu beginnen.

### Drittes WODI in Dublin
| 13. Juni Scorecard | Dublin (Clontarf) | Neuseeland 440-3 (50)           | – | Irland 135 (44) |
|                    |                   | Neuseeland gewinnt mit 305 Runs |   |                 |

Neuseeland gewann den Münzwurf und entschied sich als Schlagmannschaft zu beginnen.

## Auszeichnungen

### Player of the Series
Als Player of the Series wurden der folgende Spieler ausgezeichnet.
| Serie | Player of the Series |
| ----- | -------------------- |
| WODI  | Amelia Kerr          |
| WT20  | –                    |